# Карачев
Кара́чев — город в России, административный центр Карачевского района Брянской области. Площадь — 1500 га. Население — 16770 чел. (2024).
Является седьмым по величине городом области и самым восточным из них. Один из древнейших русских городов, в прошлом — столица Карачевского княжества.

## Этимология

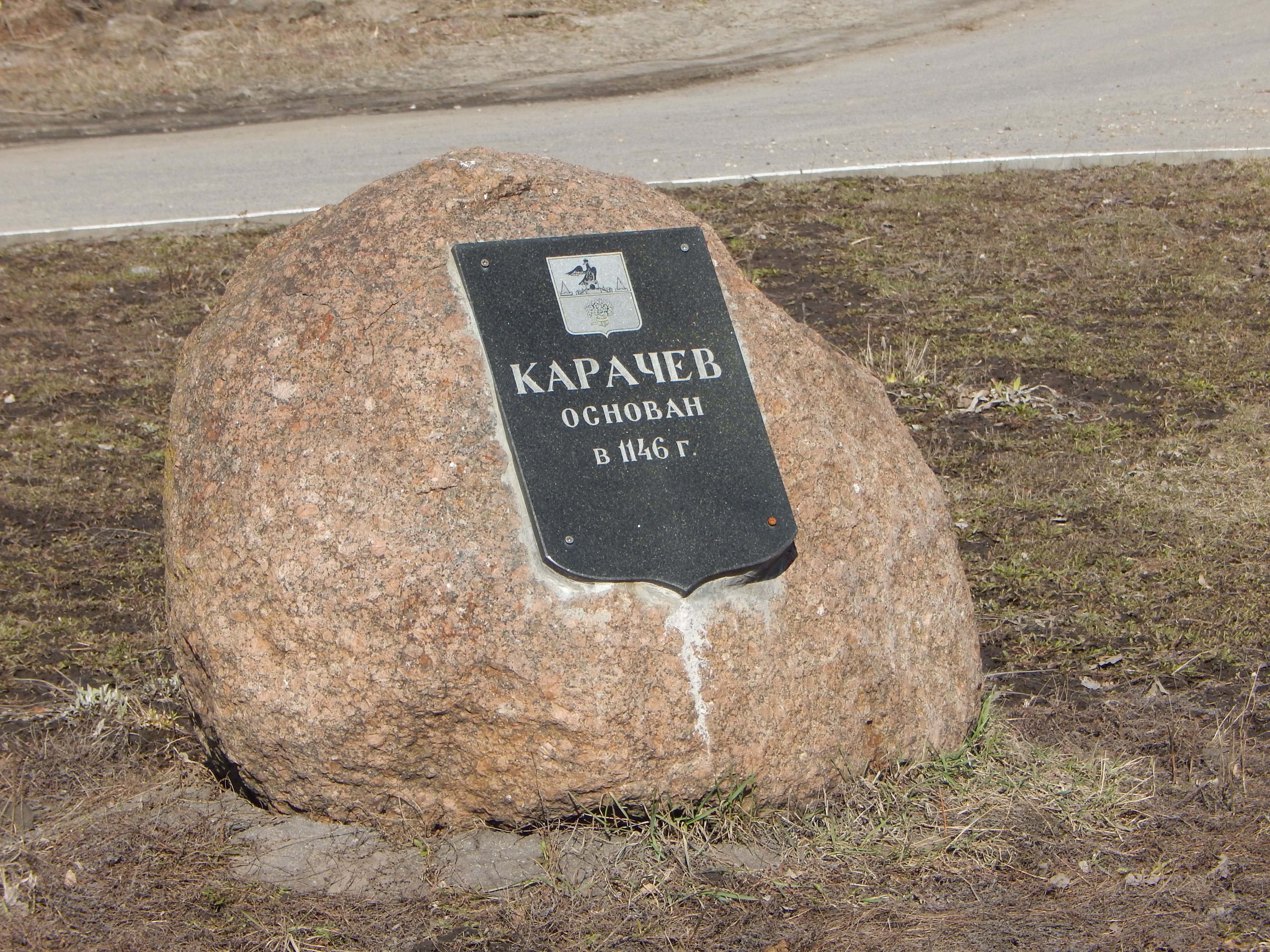

Карачев происходит по форме притяжательного прилагательного от прозвищного имени Карач тюркского происхождения: на крымскотатарском qaracy — один из высших феодальных титулов в значении «верный слуга, наблюдатель, министр». Слово «кара» в свою очередь происходит с тюркского как «чёрный», а также «смотри, смотреть, смотрящий».

## Физико-географическая характеристика
Город Карачев расположен на Среднерусской возвышенности в центре Восточно-Европейской равнины на реке Снежети (приток Десны) в восточной части Брянской области.

### Время
Город Карачев, как и вся Брянская область, находится в часовой зоне МСК (московское время). Смещение применяемого времени относительно UTC составляет +3:00.

### Климат
Карачев относится к умеренно—континентальному климату (в классификации Кёппена — Dfb), который зависит от северо-западных океанических и восточных континентальных масс воздуха, взаимодействующих между собой. Зима умеренно прохладная. Лето неустойчивое.
Среднегодовое количество осадков — 610 мм.
| Показатель                    | Янв. | Фев.  | Март | Апр. | Май  | Июнь | Июль | Авг. | Сен. | Окт. | Нояб. | Дек. | Год |
| ----------------------------- | ---- | ----- | ---- | ---- | ---- | ---- | ---- | ---- | ---- | ---- | ----- | ---- | --- |
| Средний суточный максимум, °C | −5,5 | −4,9  | −0,1 | 10,4 | 18,5 | 22,3 | 23,6 | 22,3 | 16,4 | 9,3  | 1,4   | −2,4 | 9,3 |
| Средняя температура, °C       | −8,8 | −8,4  | −3,6 | 5,9  | 13   | 16,9 | 18,4 | 17   | 11,6 | 5,6  | −1,1  | −5,2 | 5,1 |
| Средний суточный минимум, °C  | −12  | −11,8 | −7,1 | 1,4  | 7,6  | 11,6 | 13,3 | 11,7 | 6,8  | 1,9  | −3,6  | −7,9 | 1   |
| Норма осадков, мм             | 36   | 28    | 32   | 42   | 50   | 72   | 81   | 71   | 54   | 48   | 47    | 44   | 605 |
| Источник: Climate-data.org    |      |       |      |      |      |      |      |      |      |      |       |      |     |

### Водные ресурсы

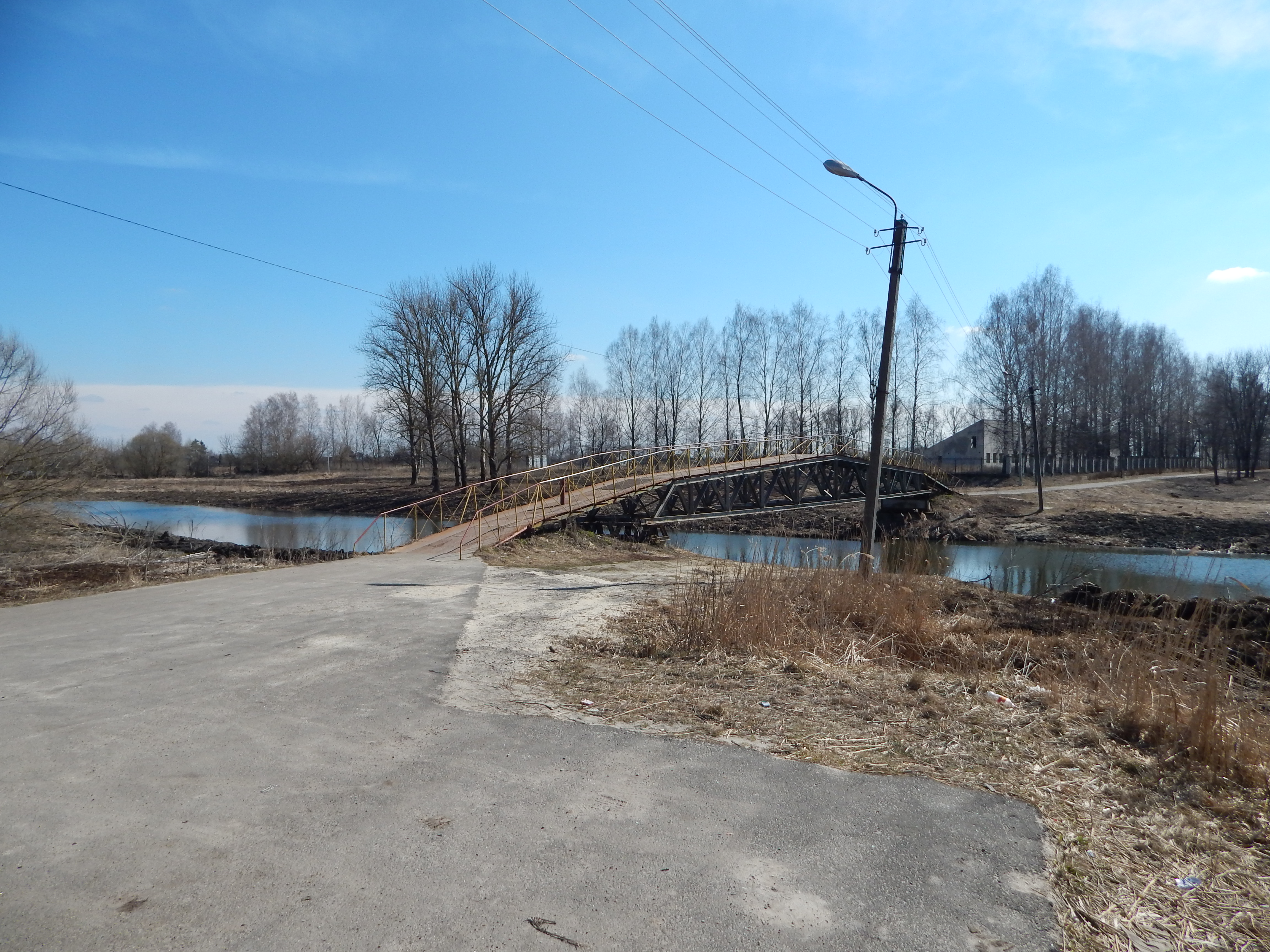
Мост через реку Снежеть.

Основная река — Снежеть. Приблизительно до середины XX века она была судоходной для малотоннажных судов. Однако в настоящее время она обмелела, в частности, из-за возведения на ней ряда плотин (одна в черте городского поселения).

## История

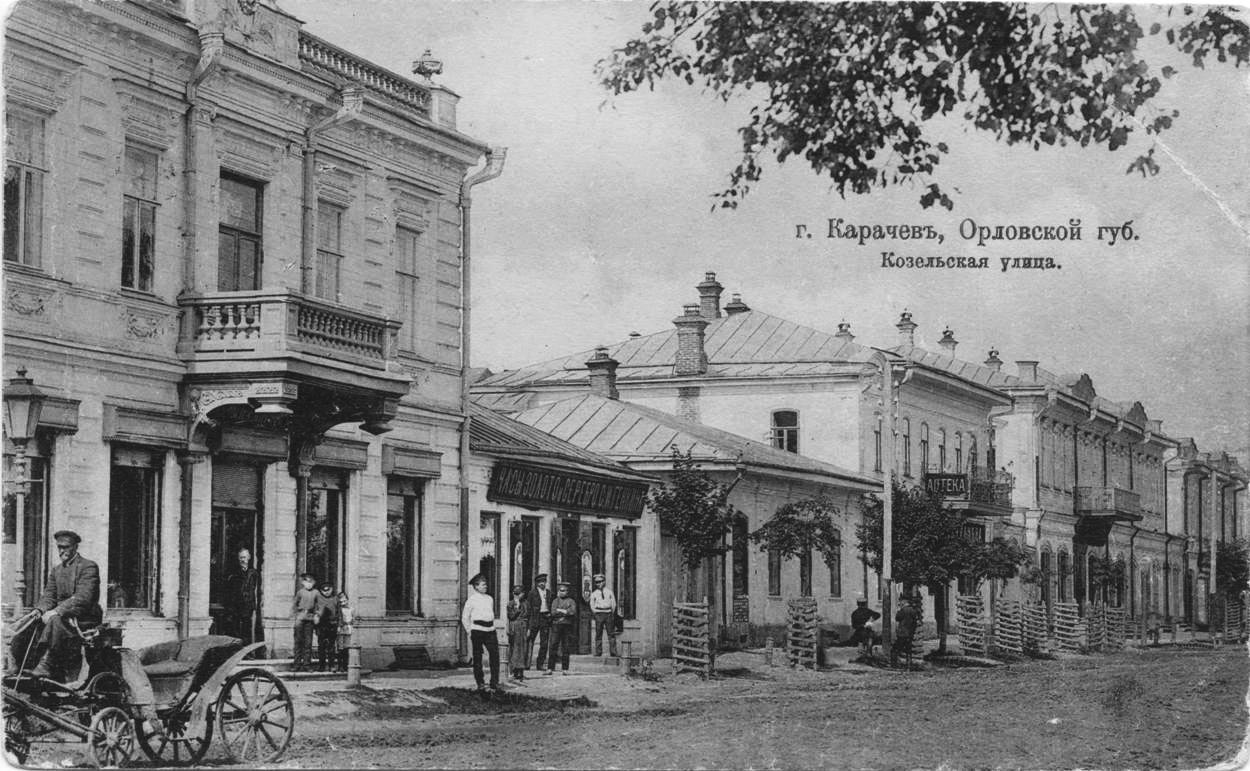
Карачев начала XX века. Козельская улица

Карачев впервые упоминается в Ипатьевской летописи под 1146 годом. Наиболее древней частью города являлся Карачевский детинец, на территории которого выявлены остатки каменного храма домонгольского времени. С 1247 года, после распада Черниговского княжества, Карачев становится центром удельного Карачевского княжества, со 2-й половины XIV века находился под властью Великого княжества Литовского.
В 1500 году в ходе русско-литовской войны вошёл в состав Русского государства; был сторожевым городом со стороны Крыма. Упоминается в «Истории государства Российского» Н. М. Карамзина как один из разорённых польскими войсками, после убийства Лжедмитрия, городов.
В 1664 году вблизи города произошла битва при Косуличах между русскими и польско-литовскими войсками.
В 1708 году был приписан к Киевской губернии, в 1719 году вошёл в состав Севской провинции (с 1727 года — в составе Белгородской губернии), с 1778 года — уездный город Орловской губернии. В 1920 году вошёл в состав Брянской губернии. С 1929 года — райцентр (первоначально в составе Западной области, с 1937 года — в Орловской, с 1944 года в Брянской области).

### Великая Отечественная война

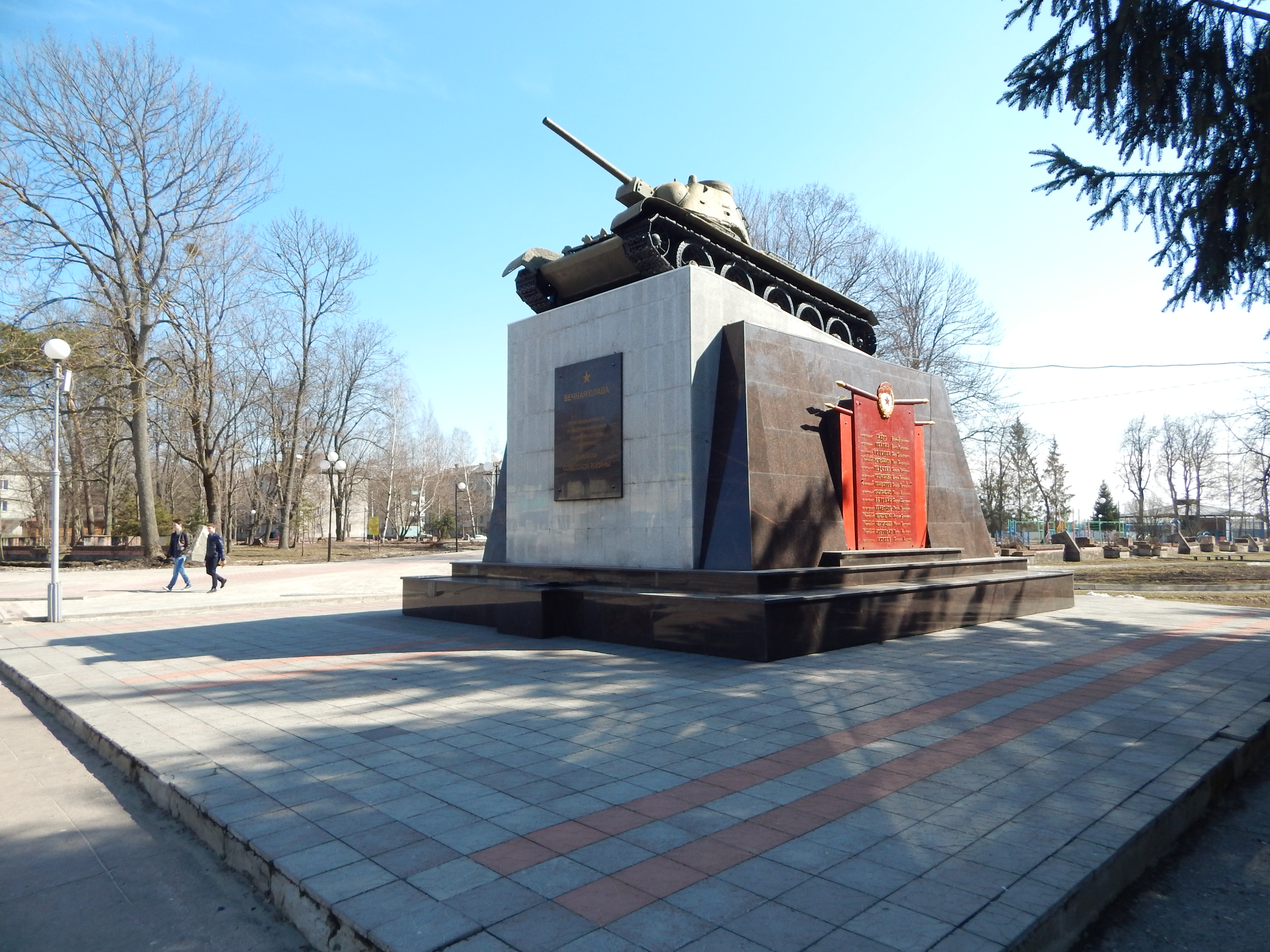

6 октября 1941 года 47-й моторизованный корпус 2-й танковой группы Гудериана занял город. 43-й армейский корпус, обойдя Брянск с севера и продвигаясь на Карачев, стремился соединиться с частями 47-го моторизованного корпуса немцев и завершить окружение войск Брянского фронта.
12 августа 1943 года 11-я гвардейская армия (И. X. Баграмян) после короткой артиллерийской подготовки начала штурм карачевских оборонительных позиций. Противник непрерывно контратаковал, вводя всё новые и новые резервы. В ночь на 13 августа немцы усилили свою карачевскую группировку 78-й штурмовой пехотной дивизией (78-я пехотная дивизия (вермахт)), пятьюдесятью танками и двумя бронепоездами. 11-я гвардейская армия, не сумев в течение 12 и 13 августа овладеть командными высотами, начала обходить Карачев с севера и юга. Противник, чтобы избежать окружения, начал отход из Карачева.
15 августа 11-я гвардейская армия (И. X. Баграмян) и 11-я армия (И. И. Федюнинский) освободили город. Приказом Верховного Главнокомандующего от 15 августа 1943 года 16-й и 84-й гвардейским дивизиям было присвоено почётное наименование Карачевских.

#### Еврейское гетто
После оккупации во время Холокоста в Карачеве в октябре 1941 года было создано еврейское гетто. Гетто было расположено под открытым небом. Условия содержания были ужасные и очень много людей умерли от голода, истязаний и болезней. 10 октября 1941 года сто представителей городской интеллигенции были расстреляны, включая и профессора Левина. Затем были расстрелы в декабре 1941 года. 2 мая 1942 года оккупанты расстреляли ещё 260 человек.

### Вторжение России в Украину
В ходе российского вторжения в Украину в ноябре 2024 года Украина нанесла удар по складу боеприпасов возле Карачева. Удар был нанесен ракетами ATACMS по оружейному арсеналу 1046 центра материально-технического обеспечения ГРАУ. Согласно украинским чиновникам, на складе хранились северокорейские снаряды, а также управляемые авиабомбы, зенитные ракеты и ракеты для РСЗО. В результате удара произошла вторичная детонация, начался пожар.

## Население
| 1809    | 1840    | 1856    | 1866    | 1897    | 1913    | 1920    | 1926    | 1931    |
| ------- | ------- | ------- | ------- | ------- | ------- | ------- | ------- | ------- |
| 4000    | ↗5700   | ↗9900   | ↗10 100 | ↗15 500 | ↗21 800 | ↘10 400 | ↗11 900 | ↗14 000 |
| 1939    | 1950    | 1959    | 1960    | 1970    | 1979    | 1989    | 1992    | 1996    |
| ↗17 898 | ↘8900   | ↗11 209 | ↗11 400 | ↗15 972 | ↗19 743 | ↗22 446 | ↗22 600 | ↘22 100 |
| 1998    | 1999    | 2000    | 2001    | 2002    | 2003    | 2005    | 2006    | 2007    |
| ↘21 900 | ↘21 700 | →21 700 | ↘21 500 | ↘20 175 | ↗20 200 | ↘20 000 | ↘19 900 | ↘19 800 |
| 2008    | 2009    | 2010    | 2011    | 2012    | 2013    | 2014    | 2015    | 2016    |
| ↘19 700 | ↘19 606 | ↗19 715 | ↘19 700 | ↘19 432 | ↘19 094 | ↘18 668 | ↘18 392 | ↘18 175 |
| 2017    | 2018    | 2019    | 2020    | 2021    |         |         |         |         |
| ↘17 981 | ↘17 716 | ↘17 466 | ↘17 169 | ↗17 449 |         |         |         |         |

На 1 января 2025 года по численности населения город находился на 731-м месте из 1124 городов Российской Федерации.
Национальный состав

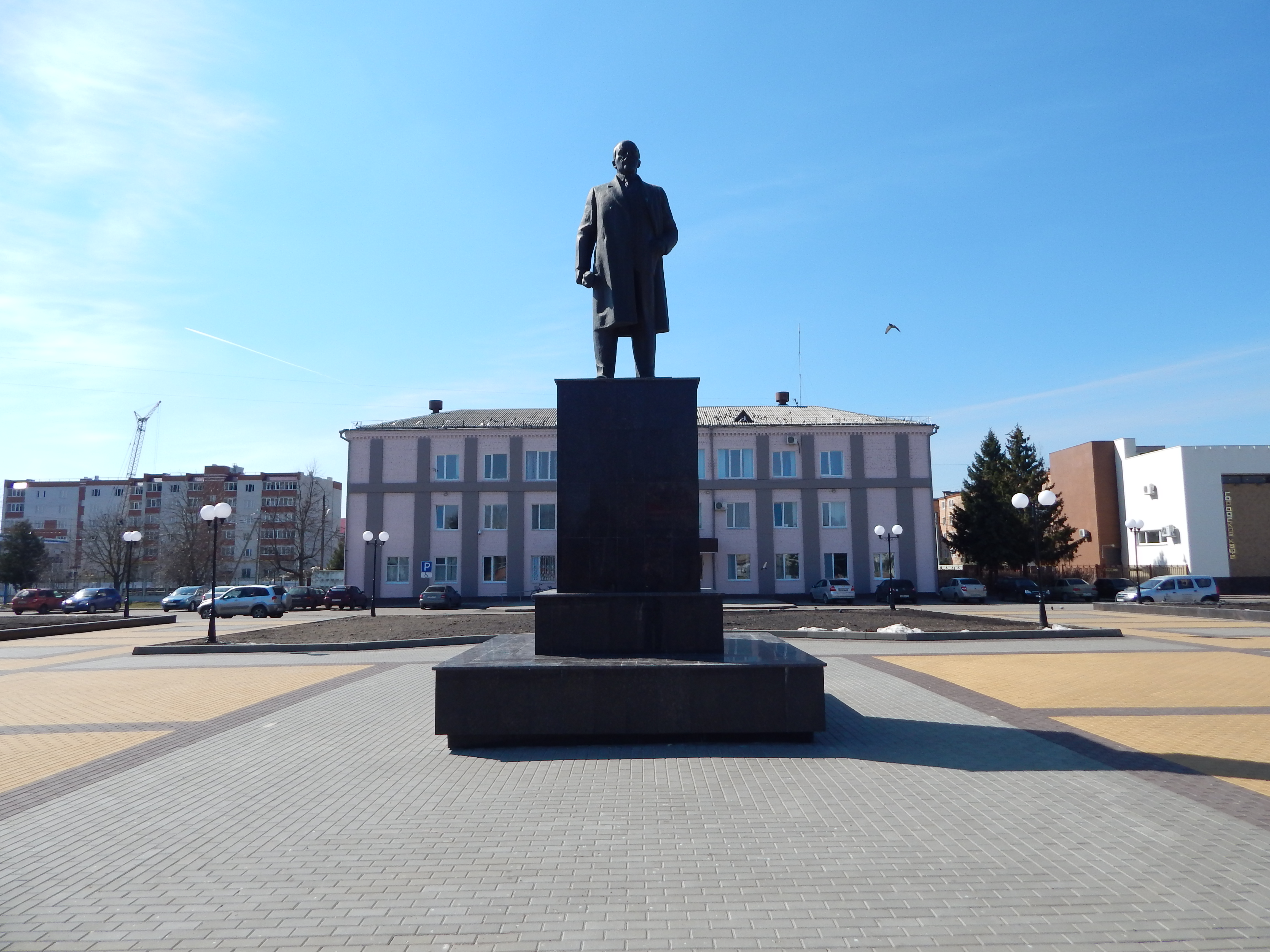

По итогам переписи населения 2020 года проживали следующие национальности (национальности менее 0,1 % и другое, см. в сноске к строке «Другие»):
| Национальность | Численность, чел. | Доля     |
| -------------- | ----------------- | -------- |
| Русские        | 16 636            | 95,34 %  |
| Армяне         | 162               | 0,93 %   |
| Украинцы       | 42                | 0,24 %   |
| Азербайджанцы  | 24                | 0,14 %   |
| Чуваши         | 19                | 0,11 %   |
| Другие         | 566               | 3,24 %   |
| Итого          | 17 449            | 100,00 % |

## Экономика
В городе работают «Карачевский завод „Электродеталь“», АО «Метаклэй» (бывший завод «Металлист»), завод «Машины и запчасти» (банкрот, введено внешнее управление), ЗАО «Карачевмолпром», АО «Силуэт» (швейная фабрика), ООО «Веза» (вентиляционное оборудование), АО «Интерьер» (производство ёлочных игрушек), КФХ «Долгов» (производство крахмала), ООО «Карачевское АТП» (ликвидировано).

## Транспорт

### Автомобильный
Через город проходит дорога федерального значения Р120. Расстояние до Брянска составляет 46 км.

С автовокзала города автобусы ходят в Белгород, Брянск, Воронеж, Гомель, Курск, Липецк, Орёл, Пальцо, Симферополь, Смоленск, Тулу, Донецк.
В Карачев развита система городского общественного транспорта. Частный перевозчик ИП Вяликов А.И. обслуживают 4 городских маршрута. На городских маршрутах работают автобусы малого класса.
- № 1 Железнодорожный вокзал — колхоз «Родина» (д. Грибовы Дворы)
- № 3 Завод «Электродеталь» — колхоз «Дружба» (д. Волкова)
- № 5 Волкова — Прогресс (дер. Мальтина) / Одрина — Согласие / Волкова — Одрина / Волкова — Мальтина / Согласие — Мальтина / Песочня — Согласие / Мальтина — Согласие / Мальтина — Автовокзал
- № 6 Улица Фабричная — Трыковка

### Железнодорожный
Одноимённая станция на исторической однопутной неэлектрифицированной железной дороге между Орлом и Брянском.

## Достопримечательности

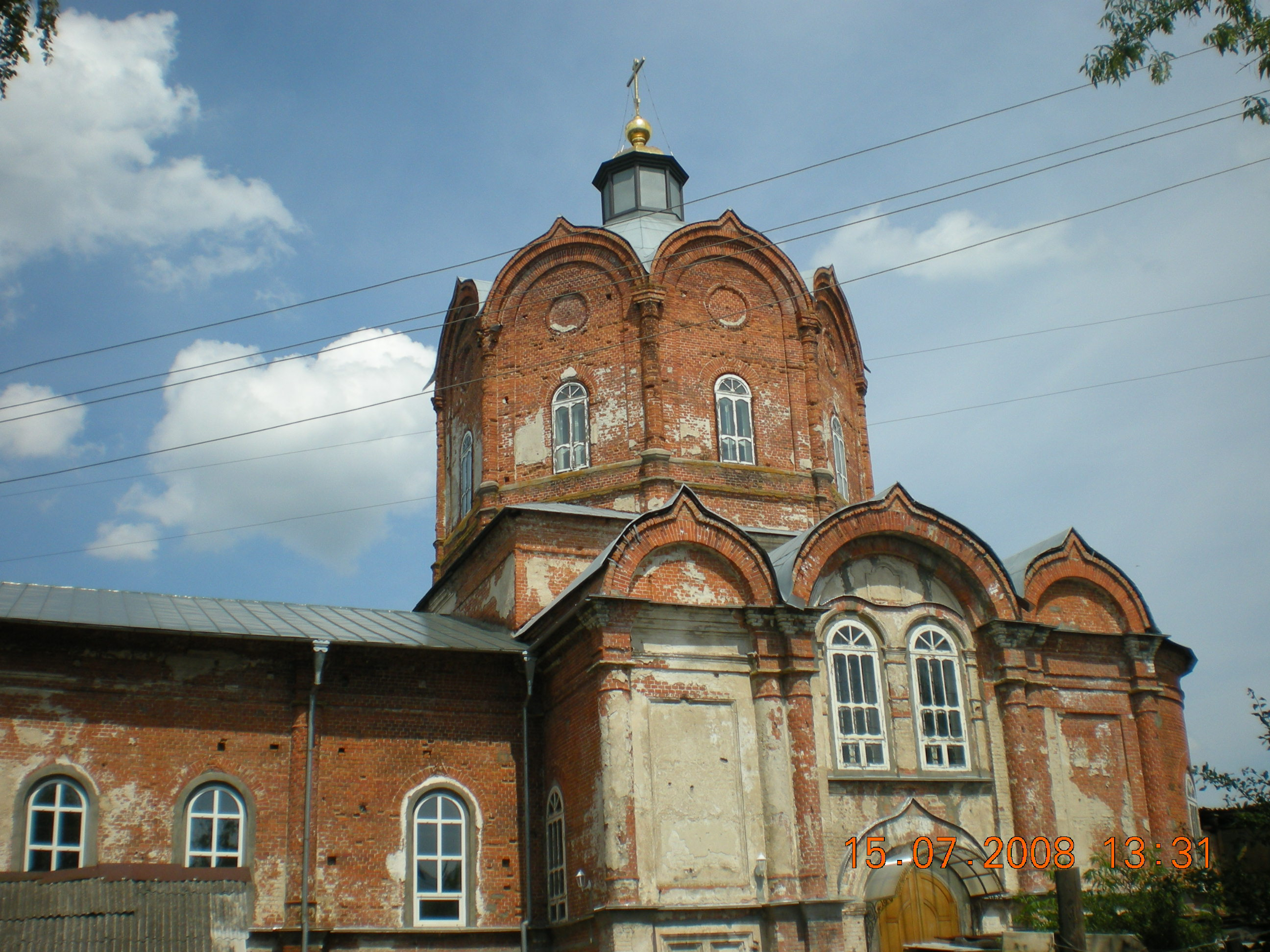
Николаевская церковь

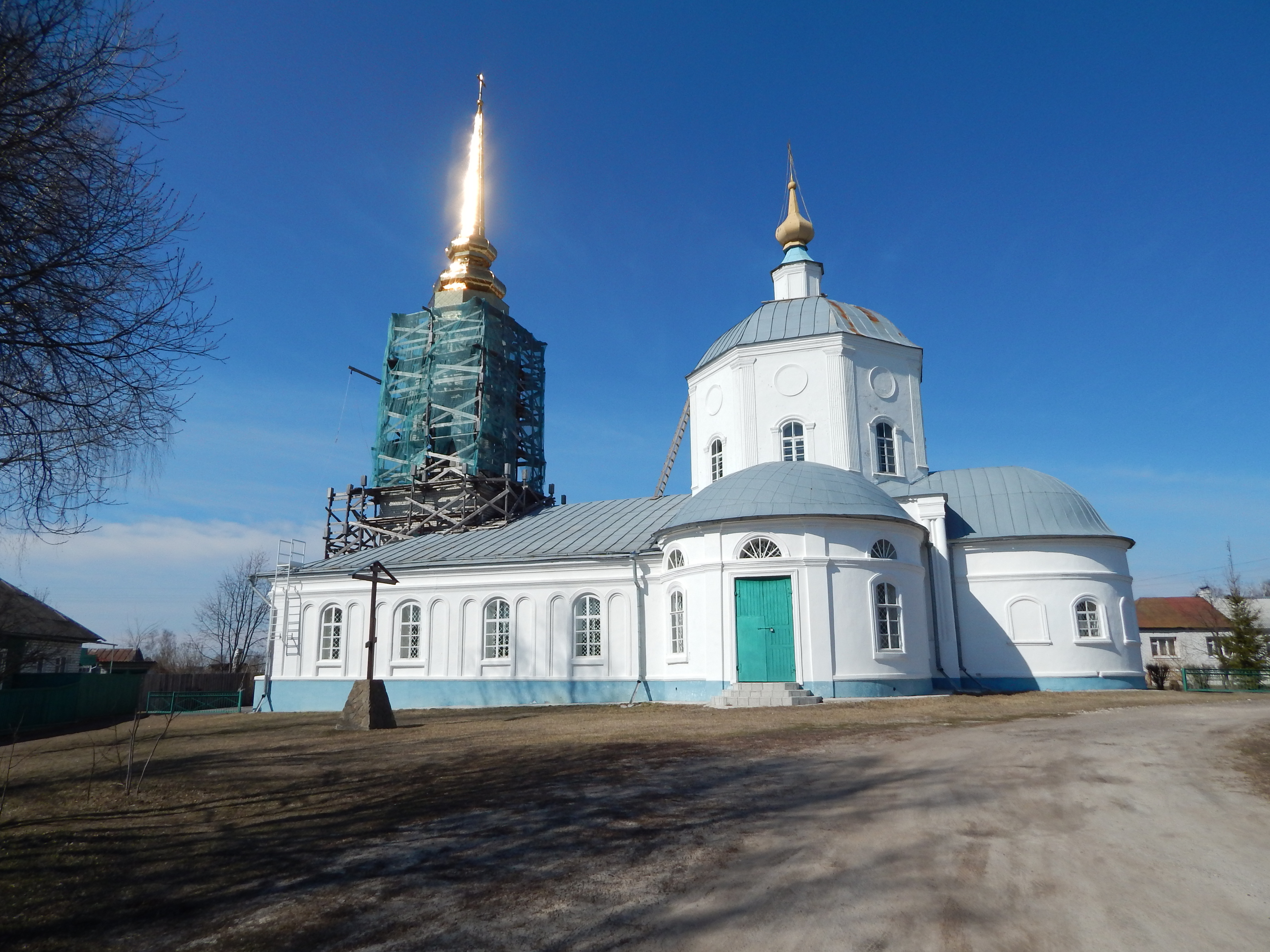
Собор Михаила Архангела

- Собор Архангела Михаила. Расположен на правом берегу реки Снежети, посреди небольшой площади в южной части города, на территории древнего городища XII—XVII веков. Возвышается над окружающей застройкой. В начале XVII века здесь стоял деревянный собор Архангела Михаила, в 1-й трети XVIII века заменённый каменным (известным по документам с 1745 года). В 2012 году на месте храма выявлены остатки каменного храма домонгольской эпохи.
- Церковь Всех Святых на Новой Слободе. Расположена на юго-восточной окраине города, на бывшей Орловской улице. Стоит на высоком, обращённом к реке Снежети откосе. Построена в 1865—1874 годах по заказу священника Ф. Коренева и старосты А. Худякова вместо сгоревшего в 1863 году деревянного храма 1776 года. Кирпичное и побелённое здание выполнено в стилизованных под барокко формах. В 1890 году была сооружена каменная ограда (к настоящему времени разобрана).
- Никольская церковь. Расположена напротив городской больницы и поликлиники. Три придела. Действующая.
- В пригородном селе Бережок находится Воскресенская церковь XVII—XVIII вв. Тихоновой пустыни, упразднённой в 1764 году (в 2004 году монастырь восстановлен).
- Храм в честь Успения Пресвятой Богородицы. Расположена на улице Урицкого (Успенской). Возрождаемая. После постройки освящалась Архимандритом Моисеем наместником Белобережской Пустыни (впоследствии Моисей Оптинский).

## Известные уроженцы
- Старец Досифей — сначала жил в Площанской пустыни, тут принял монашество. Прожил 40 лет в рославльских лесах. Год просидел в тюрьме, в октябре 1827 года прибыл в скит Оптиной пустыни, скончался в возрасте 75 лет[41]
- Схимонах Фёдор (Перехватов) (1756 — 7 апреля 1822, Александросвирский монастырь). Был учеником Паисия Величковского в Нямецком монастыре. Был духовным отцом Льва Оптинского. Его жизнеописание составил послушник о. Льва (Наголкина) Дмитрий Александрович Брянчанинов, в будущем Святитель Игнатий Брянчанинов[41]
- Отец Иоанникий (в схиме Леонид), в миру Иоакинф Тихонович Бочаров. Племянник о. Фёдора. Был насельником Белобережской пустыни до 1814 года и келейником о. Льва (Наголкина), затем перешёл в Валаамский монастырь, потом в Александро-Невскую лавру. Скончался 4 декабря 1853 году в возрасте 70 лет в Оптиной пустыни[41].
- Сергий (Храмешин) — ректор Славяно-Греко-Латинской Академии, российский религиозный деятель, религиовед и богослов[42].
- Пономарёв, Виталий Васильевич (11 июня 1939 — 17 декабря 2020) — советский и российский актёр театра и кино, народный артист РСФСР.
- Шагин, Антон Александрович[43] (род. 2 апреля 1984) — российский актёр театра, кино и озвучивания, поэт. Лауреат премий Правительства Российской Федерации[44] и Президента Российской Федерации[45] Сначала жил в городе Кимры Тверской области, затем в восьмимесячном возрасте переехал в Карачев, где и прошло его детство. Учился в школе С. М. Кирова.
- Аарон (Морякин) (1780—1844) — архимандрит, наместник Александро-Невской лавры
- Апатов, Кузьма Павлович (1896—1920) — революционер, герой гражданской войны. Командир первого Мариупольского ударного советского батальона.
- Боев, Николай Иванович (ок. 1825—1896) — русский предприниматель, крупный московский благотворитель.
- Булгакова (Покровская), Варвара Михайловна (5/17 сентября 1869 — 1 февраля 1922) — мать известного российского писателя Михаила Афанасьевича Булгакова
- Головина, Вера Леонидовна (1902 —1988) — советская драматическая актриса театра и кино.
- Заяц, Михаил Владимирович (род. 1981) — боец смешанного стиля
- Золотарёв, Анатолий Гаврилович (1921—2011) — доктор географических наук, профессор, заслуженный деятель науки РСФСР.
- Кабанов, Николай Александрович (1864—1942) — российский врач-терапевт, учёный и педагог, эсперантист.
- Карпов, Евтихий Павлович (1857—1926) — русский драматург, заслуженный режиссёр Республики (1921).
- Каченовский, Дмитрий Иванович (1827—1872) — российский правовед, профессор.
- Колякин, Владимир Иванович (1965—2001) — Первый кавалер ордена Мужества в Брянской области[46]
- Лев Оптинский, в миру Лев Данилович Наголкин (1768—1841) — прославленный в лике святых Русской православной Церковью, один из великих старцев Оптиной пустыни
- Локшин, Давид Борисович (1921—1995) — советский и российский музыкант и художник
- Меньшиков, Иван Александрович (1858—после 1917) — карачевский купец, лесопромышленник, член партии Союз 17 октября, депутат III Государственной думы от Орловской губернии, почётный гражданин Карачева.
- Муляр, Дмитрий Сергеевич (род. 1972) — актёр театра и кино[47]
- Ноздрачёв, Александр Данилович (род. 1931) — советский, российский учёный, специалист в области физиологии вегетативной нервной системы и физиологии висцеральных процессов. Академик РАН (1997), профессор
- Овчинников, Адольф Николаевич (род. 1931) — ведущий художник-реставратор Всероссийского художественного научно-реставрационного центра имени академика И. Э. Грабаря
- Первушев, Николай Георгиевич (1920—1987) — инженер-конструктор[48].
- Петров, Александр Николаевич (1902—1980) — советский военачальник, генерал-майор артиллерии (1944)
- Тит Мстиславич (ум. после 1365) — князь козельский, единожды упомянутый в летописи без отчества под 1365 годом в связи с  победой над ордынцами у Шишевского леса.
- Тихон Карачевский (?—1609) — преподобный, игумен Русской православной Церкви, основатель Карачевского Воскресенского монастыря
- Ходотов, Николай Иванович (1888—после 1940) — эсер, делегат Всероссийского Учредительного собрания.
- Чеботарёв, Владимир Александрович (1921—2010) — режиссёр, сценарист[49]Шимкевич, Владимир Михайлович (1858—1923)  — российский зоолог, академик Российской академии наук (1920). Пропагандист и теоретик эволюционного учения.

- Кирилл Чибисов (2005)— российский беженец, активист и правозащитник, переживший преследование со стороны ФСБ[50].

## В литературе
Сюжетная линия романов М. Д. Каратеева из цикла «Русь и Орда» (1958—1967) развивается вокруг Карачева и Карачевского княжества.